# Ullevaal Stadion
Ullevaal Stadion, situé à Oslo, est le stade de l’Équipe de Norvège de football.
La finale de la Coupe de Norvège est disputée à l’Ullevaal, tout comme le Tournoi de Norvège, une compétition internationale d’équipes de jeunes. 
Les équipes résidentes du stade sont le FC Lyn Oslo et Vålerenga Fotball mais l’enceinte est la propriété de la Fédération de Norvège de football et de Vital Forsikring (société norvégienne d'assurance-vie et d'assurance-retraite).
Le stade a une capacité actuelle de 25 572 places, en dessous de sa capacité maximale d’environ 35 000 places. Ullevaal a vu son affluence maximale lors d’une rencontre internationale entre la Norvège et la Suède, 35 495 personnes ont assisté à cette rencontre.

## Histoire
Une affluence record de 35 000 spectateurs a également été atteinte en 1946, lors de la demi-finale de la Coupe de Norvège entre le FK Lyn et Sarpsborg FK. Ce match était tellement attendu que des milliers de personnes n’ont pu trouver de places pour assister à la rencontre; on estime que près de 60 000 personnes ont suivi le match, dans et autour du stade.

## Événements
- Finale de la Ligue des champions féminine 2026